# دباء أنغولي
دباء أنغولي (الاسم العلمي:Lagenaria angolensis) هو نوع من النباتات يتبع جنس الدباء من الفصيلة القرعية.